# Casa flotante

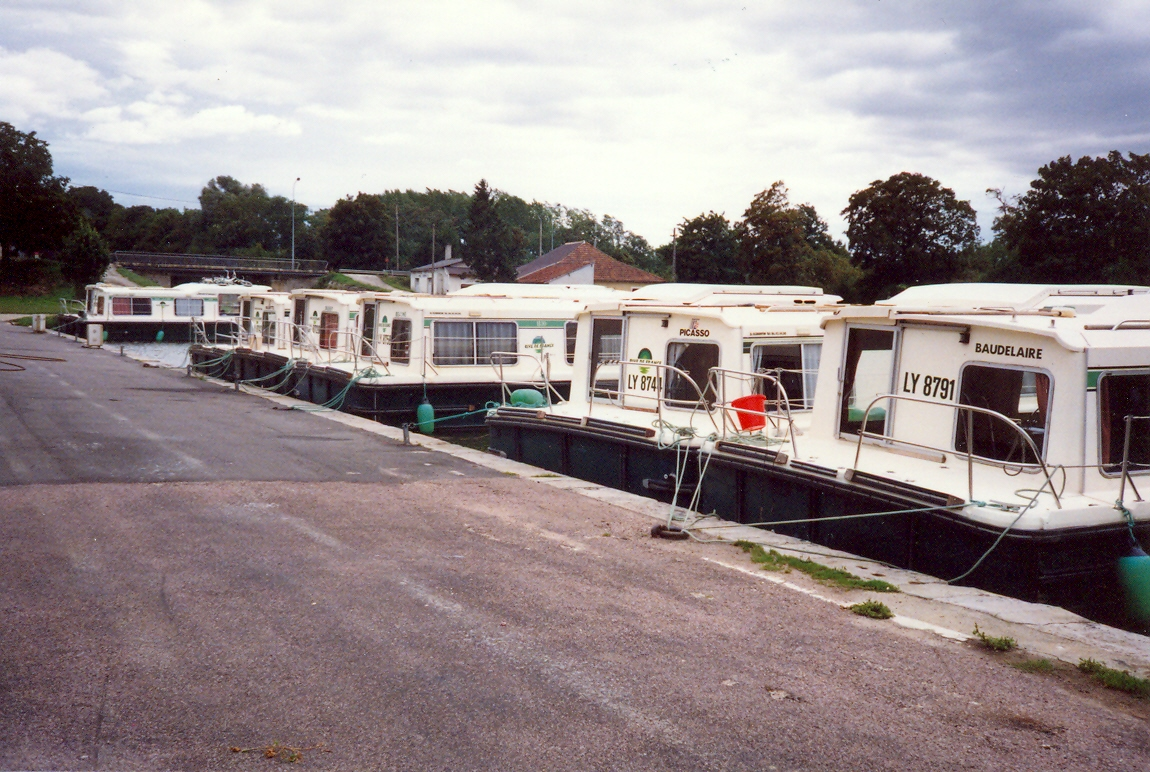
Casas flotantes en Saint Florentin, en el Canal de Borgoña, Francia.

Una casa flotante es un barco que ha sido diseñado o modificado para ser usado principalmente como hábitat humano. Algunas casas flotantes no están motorizadas, porque usualmente permanecen ancladas en un punto fijo. Sin embargo otras son capaces de desplazarse con sus propios motores por el agua.

## Equipamiento
Una casa flotante típica puede contar con comodidades para dos a doce personas. Por lo general tienen una longitud de 7 a 15 m, suelen contar con agua caliente y fría, ducha, inodoro marino o con depósito químico de efluentes y cocina totalmente equipada con heladera y horno.

## Características en diferentes países

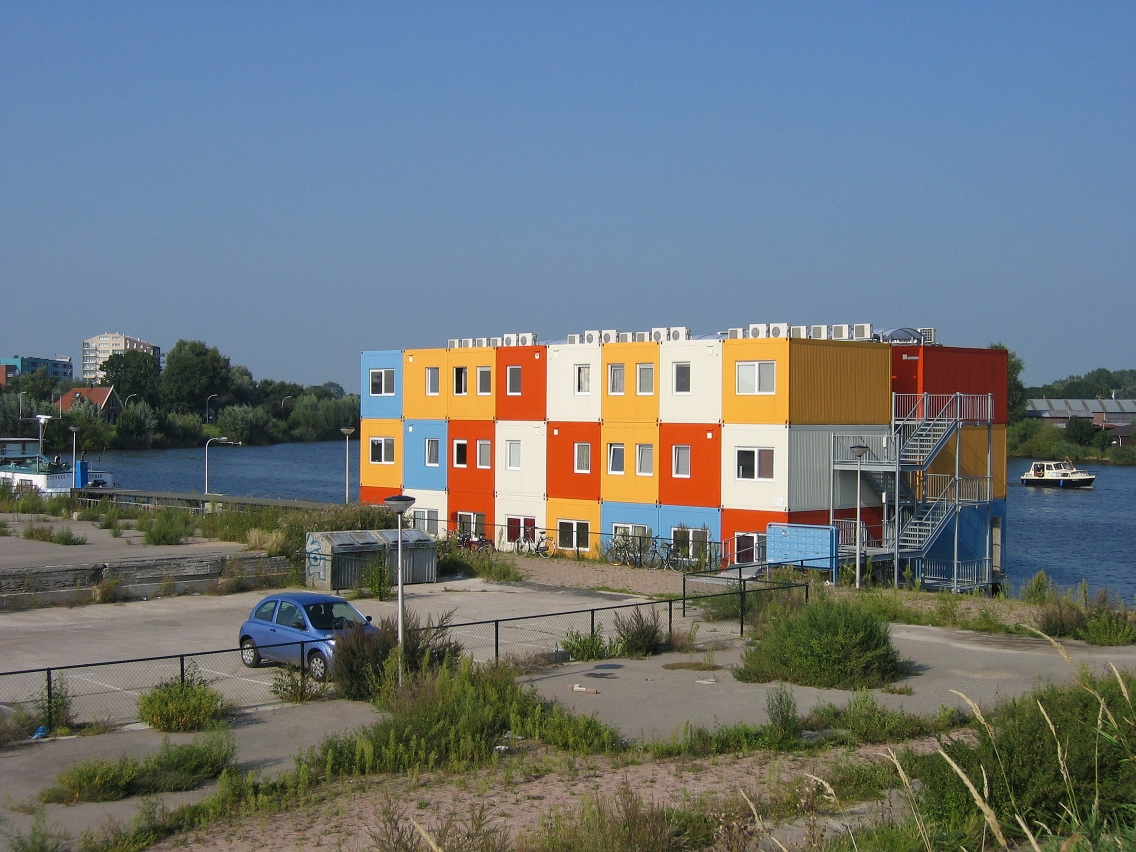
Casa flotante para estudiantes en Zwolle, Países Bajos.

En Argentina, existe una empresa llamada FerroFlot que se dedica a la fabricación de Sistemas de Flotación para casas flotantes de vivienda permanente. El Director de esta empresa se llama Pablo Luis Rubio y diseño una casa flotante llamada "EPICA" que se puede ver en este video.

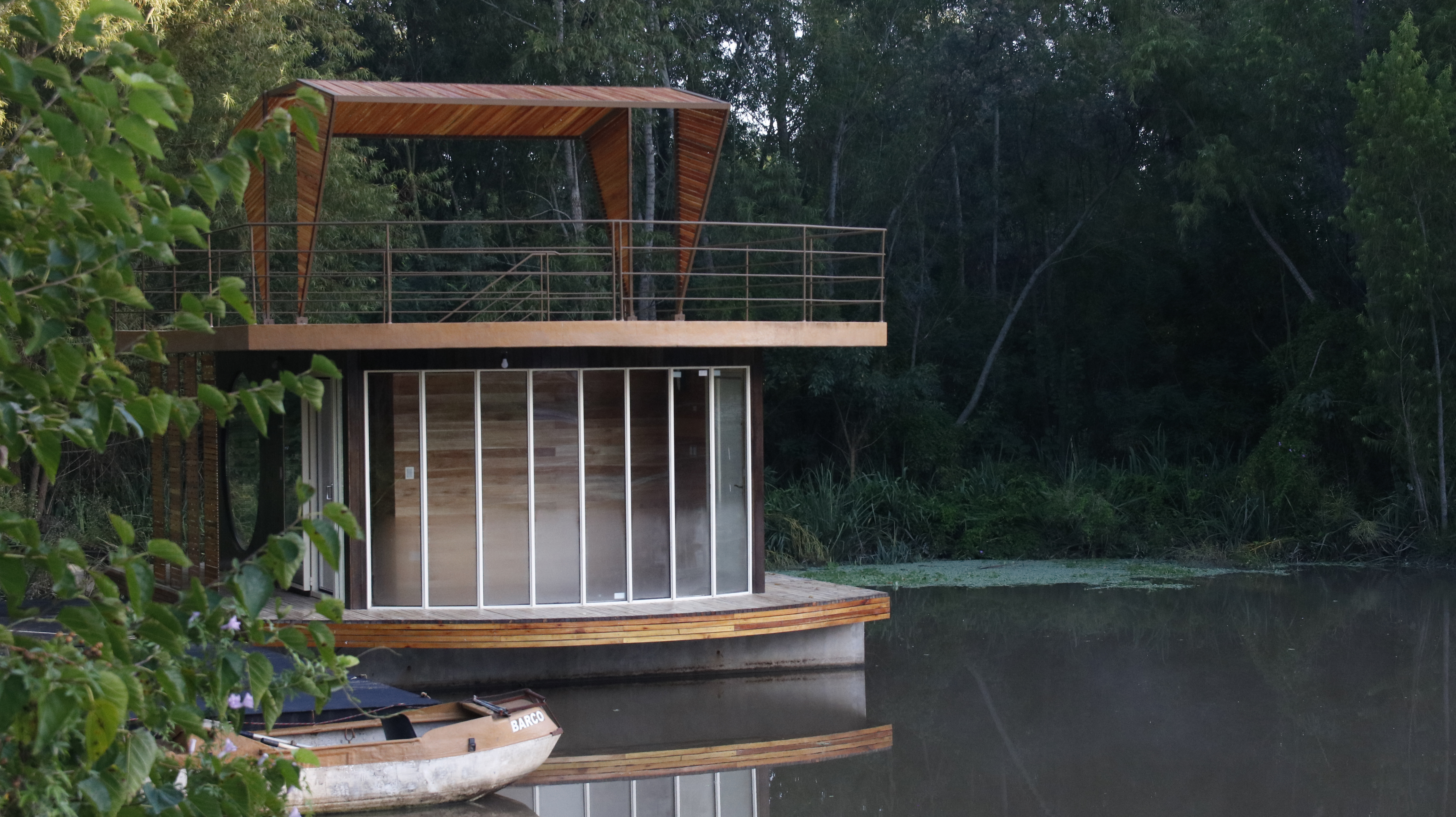
"EPICA” Es una Eco-casa flotante, cuya construcción y materiales de construcción respetan los lineamientos de la Permacultura. Es una casa: Tecno-ecológica, Bio-Sustentable (Bioarquitectura), No-Contaminante, Trasladable, Trata sus Efluentes, Produce su propia agua de red clarificada, Paredes Higroscópicas (equilibra la humedad media, entre el 40% y 50%). “EPICA” es una Eco-casa flotante registrada a nivel mundial, cuyos derechos de la propiedad intelectual le pertenecen a Pablo Luis Rubio. Pablo Luis Rubio, Diseñador Autodidacta, ecologista e investigador. Es el Creador y desarrollador del sistema de flotación para viviendas flotantes de uso permanente FerroFlot. Vive en el Delta argentino y se dedica, en estos momentos, a dirigir la fabricación de casas flotantes “EPICA”.

En Australia, especialmente en el río Murray y la soleada costa de Queensland se utilizan pontones motorizados adaptados a casa flotante de dos o más dormitorios. Algunos tienen varias cubiertas y pueden utilizarse como residencia permanente o de veraneo. Existen unidades disponibles para alquiler.
En Canadá las casas flotantes gozan de popularidad en Columbia Británica, Ontario y Quebec, donde hay abundancia de lagos y ríos para utilizarlas. El sistema del canal Rideau es uno de los sitios donde hay servicios de turismo con esta particularidad. Las localidades de Sicamous y Shuswap Lake en Columbia Británica se promocionan como «capitales de las casas flotantes».

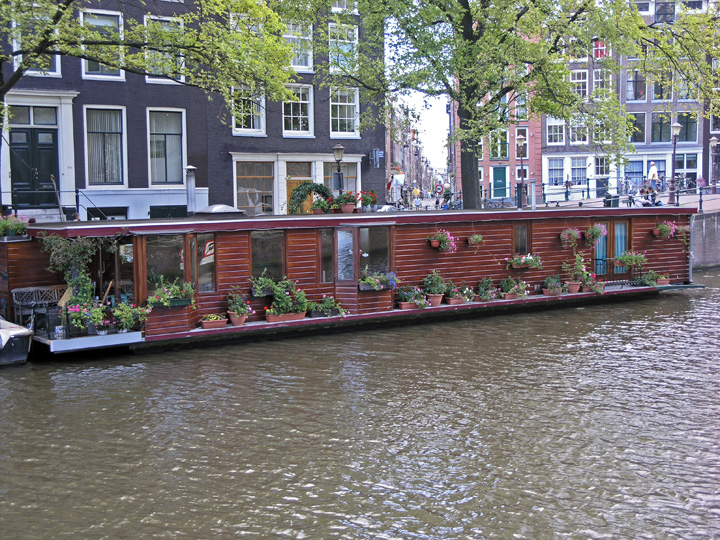
Casa flotante en Ámsterdam, Países Bajos.

En Europa algunos de los mejores y más costosos ejemplos de casas flotantes pueden encontrarse a lo largo de los canales de Ámsterdam, que ofrece incluso servicios de hoteles flotantes. El sistema se ha tornado muy caro en los últimos años a causa de la escasez de lugares de amarre.
En los canales y ríos del Reino Unido se estima que existe una población de quince mil personas viviendo en casas flotantes, especialmente en Inglaterra y el país de Gales. Allí se utilizan barcos de manga estrecha, denominados narrowboat, utilizados originariamente para transportar materias primas y combustible por los canales construidos desde inicios de la revolución industrial. En la actualidad los canales se utilizan mayormente para recreación y turismo, teniendo en cuenta que atraviesan muchos sitios históricos y áreas urbanas.